# Adolfo De Carolis
Adolfo De Carolis o De Karolis (Montefiore dell'Aso, 6 gennaio 1874 – Roma, 7 febbraio 1928) è stato un pittore, restauratore, decoratore, incisore, illustratore, xilografo e fotografo italiano.
Protagonista dell'arte italiana idealista e simbolista fra Ottocento e Novecento, De Carolis ha influito in modo determinante negli sviluppi formativi del gusto floreale, operando in egual misura anche nei campi dell'illustrazione, della pittura e della fotografia. Frequentemente collocato dalla critica nel contesto liberty, De Carolis oppone però polemicamente la sua fede artistica nella tradizione rinascimentale ed ermetica alle bizzarrie organicistiche dell'"arte nuova", come appare in particolare in un articolo sul Leonardo dopo una visita alla Esposizione Internazionale d'Arte Decorativa Moderna di Torino del 1902. La sua opera esibisce piuttosto un'evoluzione dell'estetica preraffaellita, fortemente condizionata da modelli e stilemi del giapponismo, da un lato, e da un inquieto formalismo di stampo michelangiolesco, dall'altro.
De Carolis ha collaborato con grandi letterati, illustrando con disegni e xilografie opere di Gabriele D'Annunzio e di Giovanni Pascoli, con una maniera grafica inconfondibile, decorativamente organica tanto all'architettura tipografica quanto ai contenuti.

## Biografia

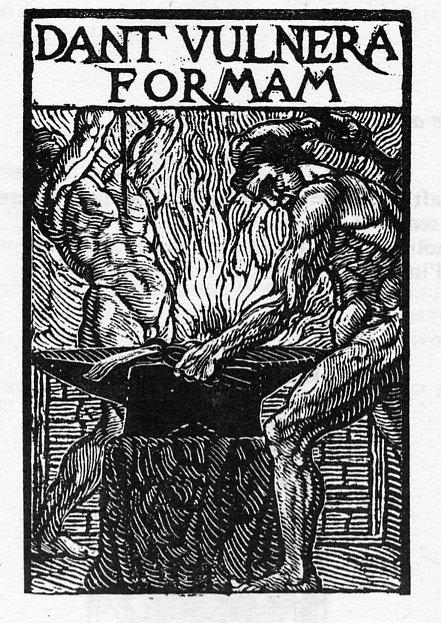
Illustrazione per il motto Dant vulnera formam

De Carolis nasce il 6 gennaio 1874 da Gioacchino De Carolis, medico condotto, e da Ester Pompei; a dodici anni viene mandato a frequentare il seminario di Ripatransone (AP), che abbandona nel 1888 per frequentare l'Accademia di Belle Arti di Bologna.
Nel 1892, ottenuto il diploma a Bologna, si reca a Roma per frequentare la scuola di decorazione pittorica del Museo Artistico Industriale. Inizia nel 1895 con il suo maestro il restauro della sala delle Sibille negli appartamenti Borgia in Vaticano (affreschi del Pinturicchio), e prosegue nel medesimo periodo con la decorazione di Villa Blanc, a Roma; conclusi i due restauri nel 1897, si dedica alla decorazione di Villa Brancadoro, nelle Marche. A Roma conosce il pittore Nino Costa, cominciando a frequentare il cenacolo da lui fondato In arte libertas che proponeva un rinnovamento aristocratico dell'arte attraverso la riscoperta dei grandi del '400 fiorentino, sull'esempio dei Preraffaelliti. Fino al 1901 la sua vena simbolista lo rivolge alla pittura paesaggistica a tempera, ad olio, alla pittura murale decorativa e al design di derivazione Arts and Crafts.
Divenuto membro nel 1896 dell'associazione In Arte Libertas, da questa data crea i noti dipinti di ispirazione preraffaelita La Primavera, esposta all'esposizione universale di Saint Louis, La Donna della fontana, "Il cammino della vita", La Madonnina, vincitrice del concorso Alinari, Il ritratto della moglie Lina, Il concerto. Nel 1897 con Alessandro Morani decora vari palazzi romani e riceve le prime commissioni dalla nobiltà romana. Decora la tomba del Principe Sigismondo Giustiniani Bandini, nel cimitero del Verano, con mosaici di angeli in stile preraffaellita. Divenuto amico di Napoleone Parisani, crea la lunetta a mosaico della Madonna con bambino tra vasi di rose e gigli per l'ingresso alla Chiesa della Strammetta, a Prossedi (Lt), cappella funeraria del Principe Gabrielli, parente del Parisani e della consorte Augusta Bonaparte. 
Nel 1899 viene invitato alla III Esposizione internazionale d'arte di Venezia. Nel 1900, fatta la conoscenza di Giovanni Pascoli, oltre ad occuparsi della decorazione grafica di alcune sue pubblicazioni, cesella per il poeta il pomo d'argento di un bastone che viene donato a Pascoli dagli amici del Marzocco. Riceve inoltre la commissione del conte Forcioli Conti per disegnare il tabernacolo del fonte battesimale dove fu battezzato Napoleone, che sarà realizzato in bronzo da Pio Cellini e posto nella cattedrale di Santa Maria Assunta ad Ajaccio. Nello stesso anno l'Accademia delle Belle Arti di Perugia lo nomina accademico di merito.

### Il periodo fiorentino

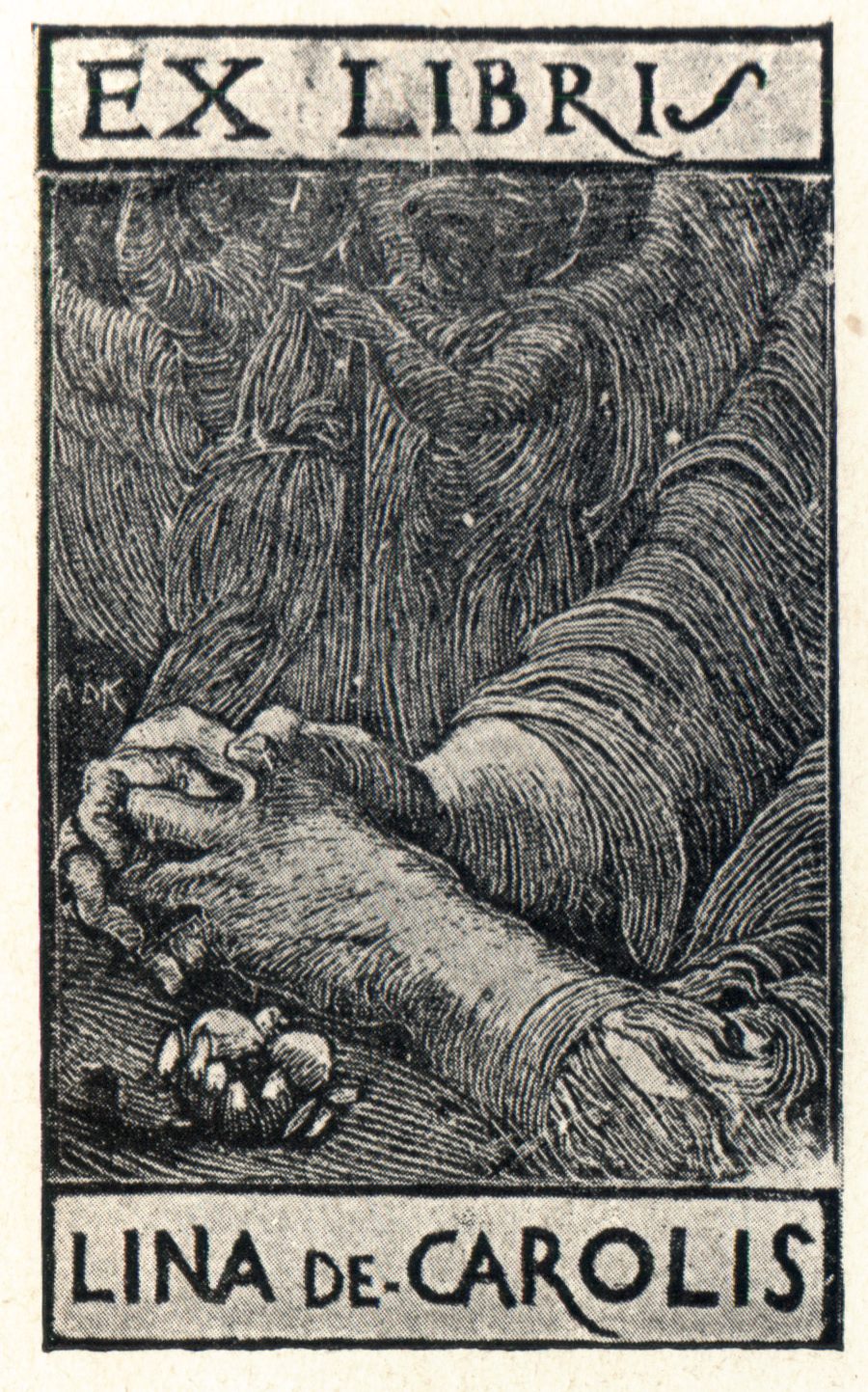
Ex libris per la moglie Lina.

Nel 1901 ottiene un incarico di professore aggiunto alla cattedra di Ornato dell'Accademia di belle arti di Firenze, dove avrà tra i suoi allievi anche il pittore ferrarese Oreste Forlani. Si trasferisce così in una casa in riva al Mugnone. Sono gli anni dell'amicizia e del sodalizio artistico con Gabriele D'Annunzio, che in quel tempo soggiorna alla Villa della Capponcina. L'artista a Firenze decora il Villino Puccioni, esegue il "Ritratto di Marianna Fabbri" e partecipa al concorso della Fratelli Alinari per le illustrazioni di una lussuosa riedizione novecentesca della Divina Commedia.
Nel 1902, contro il parere della famiglia, sposa la modella Quintilina Ciucci, detta Lina, nata ad Anticoli Corrado. Il matrimonio è felice e nascono ben cinque figli. Nel 1903 Gabriele D'Annunzio fa da padrino alla primogenita Donella Albadora Biancofiore, così battezzata su suo suggerimento, che diventerà a sua volta un'abile pittrice e xilografa. De Carolis le fa costruire una culla con incisioni di versi dannunziani.
Da qui in poi Adolfo De Carolis comincia una vasta produzione artistica unita alla collaborazione e alla creazione di riviste letterarie e artistiche: collabora alle riviste "Leonardo", "Hermes" "Rivista marchigiana illustrata", "Novissima" e altre ancora, frequentando i letterati e i maggiori artisti dell'epoca, come l'antropologo Nello Puccioni e gli scultori Libero Andreotti e Leonardo Bistolfi.

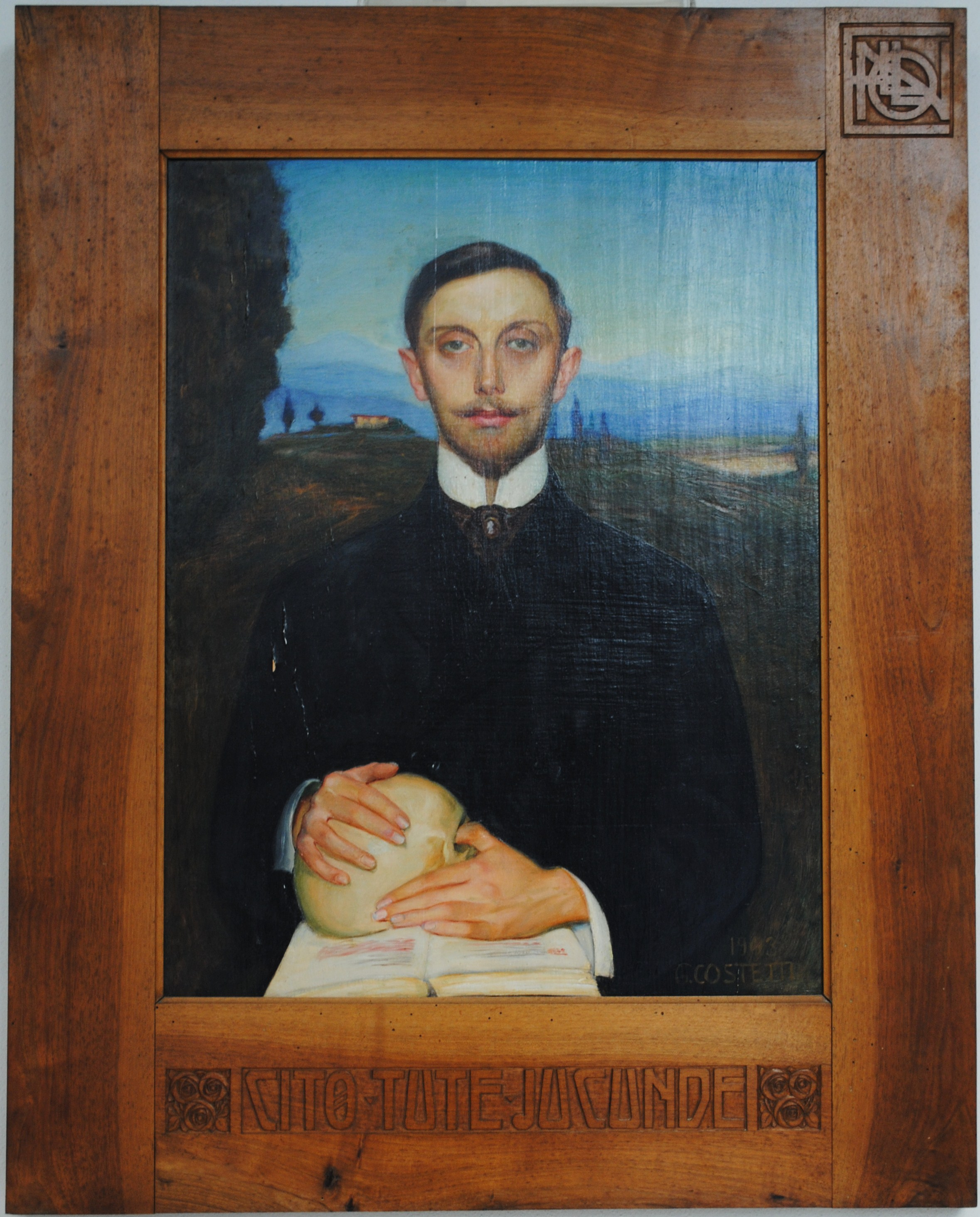
Ritratto Nello Puccioni, 1902 cornice di A. De Carolis, olio di G. Costetti

Nel 1902 esegue il manifesto " Francesca da Rimini " stampato nello Stabilimento cromo-litografico Alessandro Marzi di Roma e frequenta la "Società Ceramica Artistica Fiorentina" di proprietà di Vittorio Emanuele Giunti. Nel 1903 esegue il ritratto della contessa Venturini e illustra con xilografie l'edizione della "Francesca da Rimini " e nel 1904 de La figlia di Iorio di Gabriele D'Annunzio, di cui esegue anche la locandina e cura i bozzetti e i costumi per l'allestimento teatrale. Esegue anche le xilografie dei Primi Poemetti e dei Poemi Conviviali di Giovanni Pascoli.
Nel 1905 allestisce con Galileo Chini, Tommasi, Tofanari e Lolli la Prima Esposizione dell'Arte Toscana. Nello stesso anno esegue i disegni per le edizioni de La fiaccola sotto il moggio e delle "Elegie Romane" di D'Annunzio. Su richiesta del giovane poeta Marino Moretti illustra le raccolte "Fraternità" (1905) e "La serenata delle zanzare" (1908). Affresca a Roma il Villino Regis de Oliveira, in seguito demolito. Dal 1906 al 1912 illustra i 4 volumi delle dannunziane "Laudi del cielo, del mare, della terra e degli eroi".

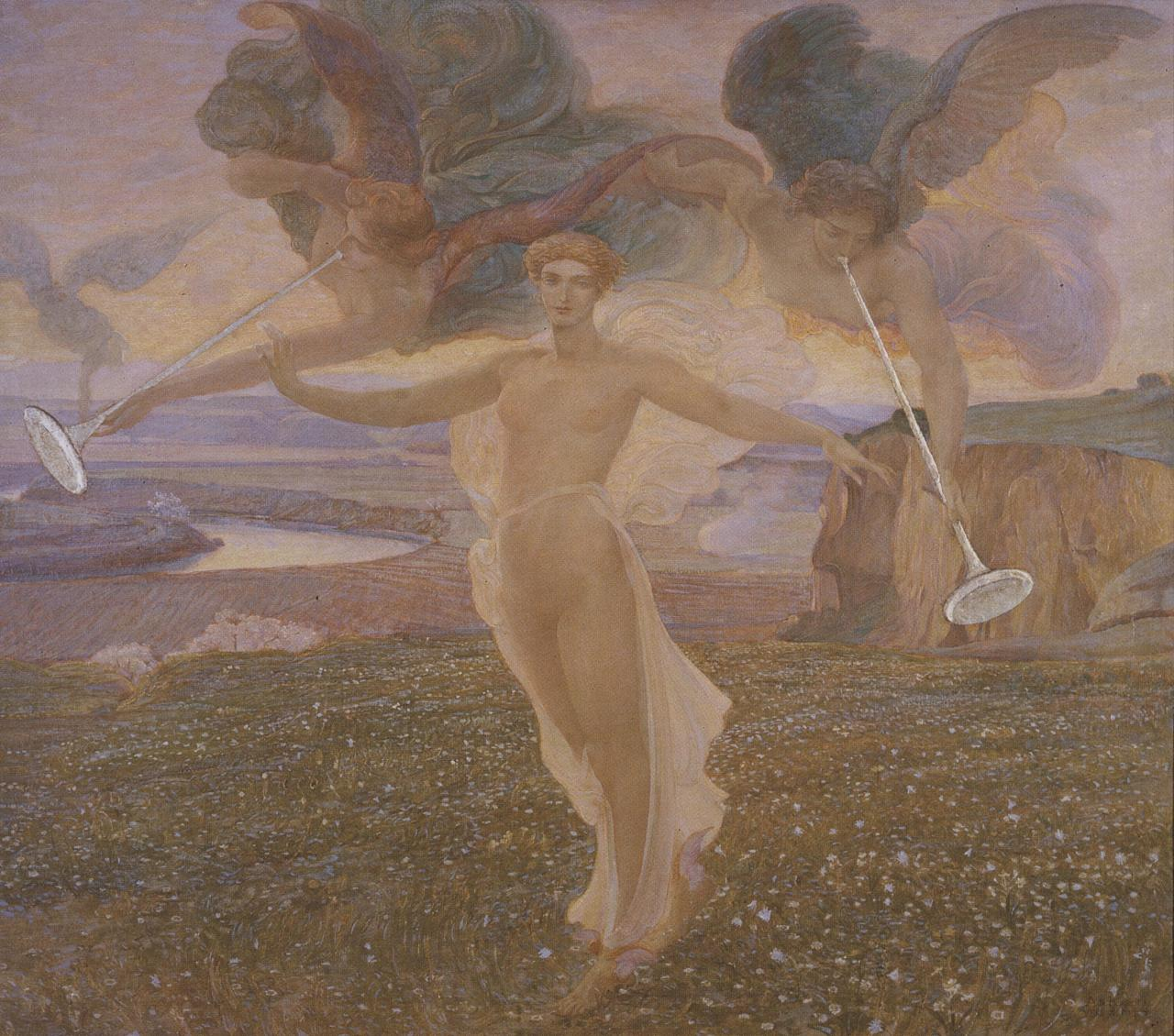
Dipinto di Adolfo de Carolis

Tra il 1907 e il 1908 l'artista si dedica alla decorazione del Salone delle Feste del palazzo del Governo di Ascoli Piceno. Per realizzare le sue pitture non vuole alcun compenso e rifiuta tutti gli incarichi offertigli in quel periodo. Con questo gesto e con la sua opera esprime gratitudine all'Amministrazione Provinciale ascolana che gli aveva conferito la borsa di studio del Pio Sodalizio dei Piceni. Questa gli consente di frequentare la Scuola di Decorazione pittorica del Museo artistico industriale di Roma conseguendo, a fine corso, la medaglia d'oro nell'anno 1895. In questi dipinti, considerati dal punto di vista cromatico come il suo capolavoro, l'artista marchigiano celebra la laboriosità del popolo piceno, accostando i temi locali ai miti antichi. Agli stessi anni risale il "Trittico del Mare", del 1907, dove celebra il lavoro dei pescatori marchigiani con le antiche vele decorate e le "paranze" lignee, che de Carolis trova belle come "navi omeriche". L'artista recupera una struttura iconica propria dell'arte medievale e rinascimentale, per dargli un contenuto attuale, preso da studi e foto di pescatori suoi contemporanei, rielaborati in forma "eroica". Coevo è il Trittico raffigurante I Cavalli del Sole, conservato nella Pinacoteca della stessa città, che ripropone le tematiche mitologiche e lo stile degli affreschi ascolani. Nel 1908 l'artista si reca a Loreto per l'inaugurazione della cupola della basilica dipinta da Cesare Maccari; ivi conosce il musicista Giovanni Tebaldini, instaurando una lunga e fruttuosa amicizia.

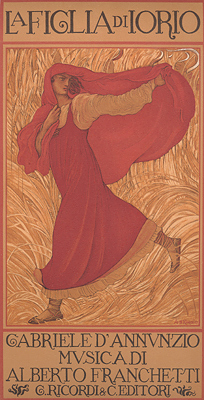
Manifesto per La figlia di Iorio

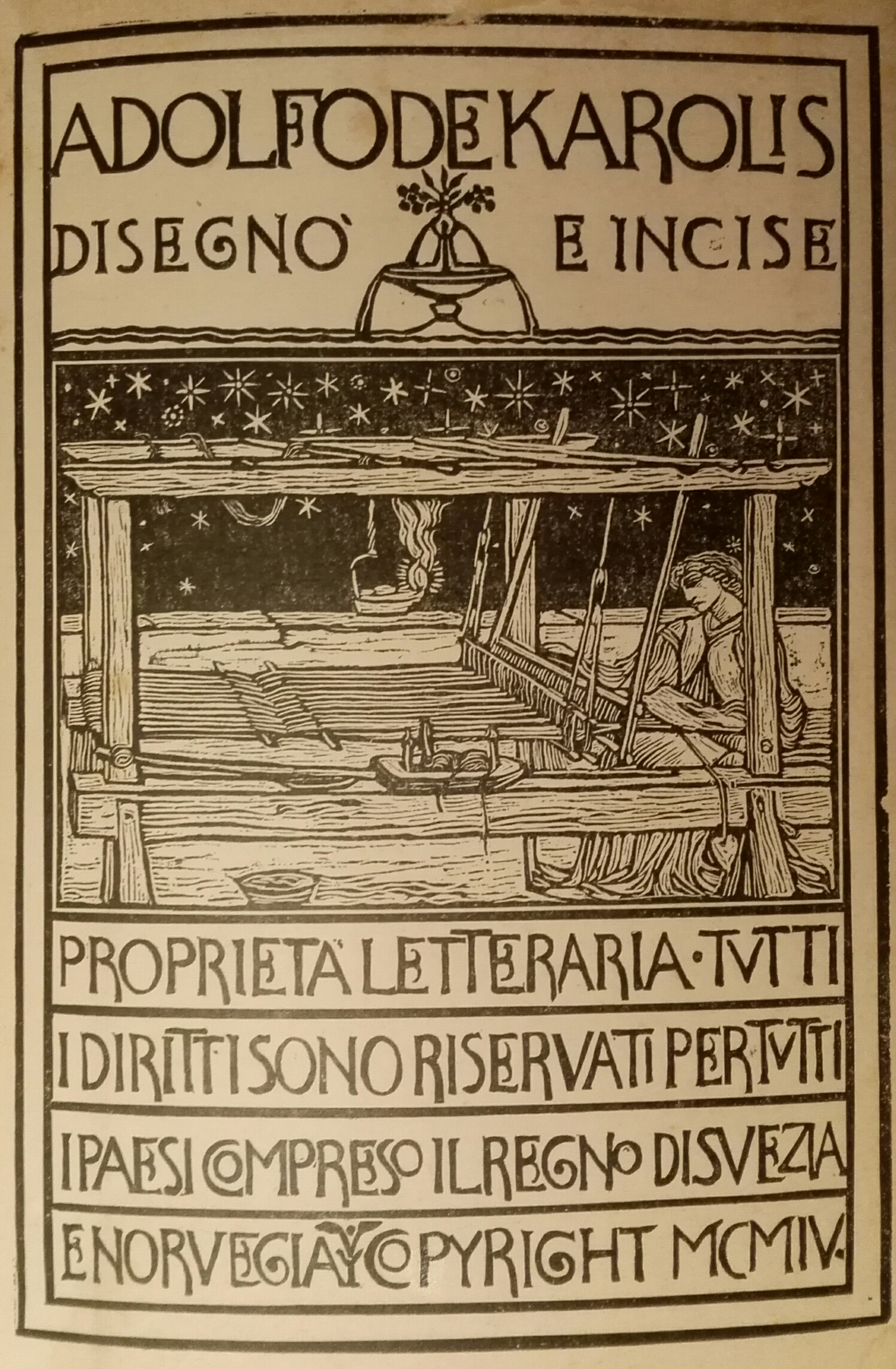
La firma "De Karolis" nell'edizione del 1904 di La figlia di Iorio di D'Annunzio, Fratelli Treves Editori

Nel 1909 crea il manifesto per la VIII Esposizione internazionale d'arte di Venezia, dedicato alla quasi terminata ricostruzione del campanile di San Marco. L'artista riprende la collaborazione con D'Annunzio, di cui è ormai l'illustratore preferito, con l'edizione della tragedia Fedra in stile arcaizzante e simbolista. Crea il manifesto per il Comune di Castelfidardo in occasione del cinquantenario della battaglia del 18 settembre 1860 e riceve il "Diploma di Riconoscenza".
De Carolis esegue in xilografia tutti i celebri motti dannunziani, brevi frasi create dal poeta a sottolineare particolari eventi vissuti o promossi: opere pregevoli, quanto la serie di ex libris elaborati da De Carolis per famosi personaggi come Eleonora Duse. Su suggerimento dell'amico Gabriele D'Annunzio de Carolis si firma de Karolis in molte illustrazioni librarie.
Nel 1911 riceve l'incarico di decorare con riquadri mitologici il soffitto del palazzo del collezionista d'arte Ion Kalinderu a Budapest; il palazzo sarà bombardato durante la guerra e ora è un Museo. In quell'anno l'artista esegue il manifesto per la Esposizione internazionale di Torino e intraprende la decorazione del Salone del Podestà nel Palazzo del Podestà di Bologna, per la quale aveva vinto il concorso indetto nel 1907. Il tema della decorazione erano i Fasti della città di Bologna e viene affrontato in sei grandi riquadri storici sulla parete settentrionale, nei peducci con i grandi personaggi bolognesi e nella decorazione dell'enorme soffitto, dove l'artista raffigura Il Mondo antico, Il Cristianesimo, I Comuni e La Rinascita. I quadri principali sono attorniati da simbologie legate alla storia bolognese, come l'"Alma Mater Studiorum" (l'Università), figure eroiche idealizzate, come il "Romano", l'"Etrusco" e veri personaggi storici, come il "Bentivoglio". L'opera colossale impegna l'artista per molti anni, fino alla morte. Verrà completata da collaboratori e allievi, tra i quali il fratello Dante e il genero Diego Pettinelli.

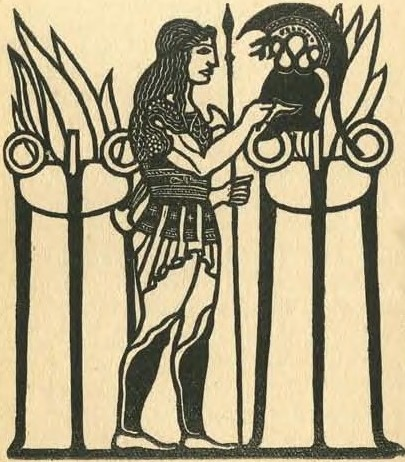
Adolfo De Carolis, Omero minore

Nell'Esposizione Retrospettiva Italiana e Regionale in Firenze, riceve dalla Camera di Commercio e Arti il Diploma di Medaglia d'oro.
Illustra Odi ed Inni di Pascoli e il III libro delle Laudi di D'Annunzio, L'Alcione.
Nel 1912 illustra sempre per D'Annunzio Le Canzoni delle Gesta d'oltremare, IV libro delle Laudi. Nello stesso anno De Carolis e i suoi allievi creano per l'editore Angelo Fortunato Formiggini le copertine della collana I classici del ridere. Nel 1914 De Carolis realizza per Formiggini anche 41 xilografie per la serie delle carte da gioco italiane.
Fino al 1913 collabora alla rivista "L'Eroica", fondata alla Spezia da Cozzani e Oliva, con i più fedeli degli allievi fiorentini, tra i quali Barbieri, Costetti e Nonni.
Nel 1914 illustra per Pascoli e per Giosuè Carducci la raccolta di tutte le poesie, per i tipi Zanichelli. Nello stesso anno crea la copertina del libretto del film-colossal Cabiria, ideato da d'Annunzio.
Nel 1915 ottiene la cattedra dell'Accademia di Belle Arti di Brera, dove insegna Decorazione; due anni dopo tuttavia si trasferirà a Bologna.
Nel 1916 collabora con la rivista del Touring Club Italiano. Dal 1916 al 1920 lavora a Pisa per decorare l'Aula Magna dell'Università. L'opera, che si incentra sul cd. Trittico galileiano, con le scene della Gloria e Consacrazione di Galileo, andrà perduta a causa dei bombardamenti della seconda guerra mondiale.
Nel 1918 conosce il pittore marchigiano Bruno da Osimo, che inizia all'arte xilografica. De Carolis continua il sodalizio con D'Annunzio ideando nuovi motti, loghi e le xilografie che illustreranno il famoso Notturno, edito dai Treves e collabora con Guido Marussig e altri famosi pittori ad illustrare il periodico "La trincea" destinato ai soldati al fronte.

### L'interesse per le "Arti minori"
Appassionato cultore di arte popolare, in un'epoca dove le stesse sono soppiantate dalla prima industrializzazione e volgono verso un rapido declino, De Carolis si interessa alle opere tessili, alle ceramiche, alle navi lignee dei pescatori marchigiani, alle decorazioni tradizionali dei mobili. Nel 1920 promuove l'apertura di "Botteghe d'arte popolare", interessandosi dell'arte "povera" sarda, sicula, abruzzese, ecc. Disegna per le fastose opere teatrali d'Annunzio gli allestimenti delle scene e i costumi di Eleonora Duse. Su commissione crea preziose rilegature di libri, ciondoli in argento con testa di Medusa e vasi da fiori. D'Annunzio lo vorrebbe coinvolgere nella decorazione del Vittoriale e gli commissiona spesso oggetti e disegni, in particolare per sostenere l'impresa di Fiume: l'artista, peraltro già molto occupato, gli disegna lo stendardo della Reggenza con il serpente e il motto "Quis contra nos?", la medaglia della marcia di Ronchi e alcune emissioni dei francobolli emessi dal temporaneo "Stato" di Fiume. Successivamente per la ditta L.e.p.i.t. disegna una serie di raffinati contenitori in vetro di Murano per profumi "dannunziani" (i cui nomi evocano l'impresa fiumana: il lauro di Laurana, la rosa degli uscocchi...).
Su richiesta del titolare della ditta Varnelli, rielabora la figura della Sibilla Appenninica per utilizzarla nell'etichetta dell'omonimo liquore d'erbe.
Nel campo della ceramica, forte dell'esperienza acquisita a Firenze presso le ditte Richard-Ginori e Cantagalli, al tempo della costruzione di Villa Blanc, instaura una fruttuosa collaborazione con la ditta di ceramiche dell'amico marchigiano Giuseppe Matricardi, cui fornisce i disegni per alcuni piatti, decori e servizi da tavola. Nel 1913 disegna anche le decorazioni floreali e le ceramiche che ornano il villino Matricardi di Grottammare.
Si occupa anche delle decorazioni esterne di villa Castelli-Montano, a Giulianova, in Abruzzo, edificata fra il 1910 e il 1918, e con tutta probabilità gli interni del vicino Palazzo Re.
Nel corso della carriera disegna su commissione studi per banconote, titoli, calendari, manifesti (Il Marzocco 1900, Biennale di Venezia nel 1909, Anniversario della battaglia di Castelfidardo nel 1910, Esposizione internazionale delle industrie e del lavoro di Torino nel 1911, Ramon Escudo), cartoline, etichette e disegni pubblicitari (Città di Rimini, feste della città di Faenza 1908, Esposizione regionale d'arte di Ancona, ditta di aeroplani Ottorino Pomilio). In particolare, nel 1924 partecipa con numerosi altri artisti alla creazione del celebre catalogo Veni vd vici, voluto dall'imprenditore Giuseppe Verzocchi.
Adolfo De Carolis scrive anche numerosi saggi come "L'estetica del paesaggio", pubblicato sul «Leonardo» il 29 marzo 1903, "Arte decorativa moderna", apparso su «Hermes» nell'aprile 1904, "L'Arte popolare italiana", pubblicato su «La Fionda» il 3 ottobre 1920 e un piccolo trattato illustrato del 1924, "La Xilografia", edito da "La Fiamma", Roma. Nel tentativo di riportare in auge la desueta tecnica di incisione su legno, la xilografia, fonda la Corporazione degli Xilografi promossa dalla rivista L'Eroica, divenendone il presidente e promuove l'Esposizione Internazionale della Xilografia a Levanto in Liguria. Numerosi allievi del De Carolis diventano artisti famosi: Domenico Baccarini, Francesco Nonni, Gino Barbieri, Dario Neri, Bruno Marsili, Ferruccio Pasqui, Diego Pettinelli, Antonello Moroni e Ettore di Giorgio.

### Il periodo romano
Dopo la prima guerra mondiale De Carolis si trasferisce a Roma, dove disegna diplomi e medaglie del Ministero della Guerra. La fama ormai acquisita lo candida nel 1919 a far parte della sottocommissione per la decorazione del Vittoriano e delle commissioni per l'erezione dei monumenti ai caduti nelle città di Osimo e Cortona. Nello stesso anno D'Annunzio gli commissiona il disegno per la medaglia commemorativa dell'impresa di Fiume col motto "Hic manebimus optime". Nel 1920 esegue le illustrazioni per l'"Album della Vittoria" (ed. Alfieri Lacroix) e la xilografia per il libro-ritratto della musicista Luisa Baccara, compagna di D'Annunzio.
Nel 1921 incide per il Centenario Dantesco una piccola xilografia di Dante allo scrittoio, cui seguirà una xilografia monumentale, il grande ritratto frontale di Dante che medita sulla Divina Commedia appena terminata. D'Annunzio interviene per acquistare il ritratto, lo ribattezza "Dantes Adriacus" in ricordo dell'impresa fiumana e lo colloca in un posto d'onore nella biblioteca del Vittoriale. D'Annunzio ne acquista anche i legni originali e il necessario per stamparne copie da donare agli amici. Nello stesso anno De Carolis crea un manifesto con dei putti, per pubblicizzare la stagione balneare di Rimini. Dal 1921 al 1928 l'artista lavora alle illustrazioni per la corposa collana dei Poeti Greci tradotti da Ettore Romagnoli per l'editore Zanichelli. L'opera, che vede il ritorno a impostazioni classicheggianti e bidimensionali sarà continuata dopo la sua morte da Alessandro Morani e dal genero Diego Pettinelli.
Dal 1922 si trasferisce all'Accademia di Belle Arti di Roma, dove insegna Scenografia e poi Decorazione. Contemporaneamente procede con l'affresco delle sale del Palazzo della Provincia di Arezzo. Il lavoro sarà portato a termine nel 1924. Pubblica il manuale, illustrato con legni originali, "La xilografia " Edizione della Fiamma - Roma 1924. Negli anni 1924-25 decora, con l'aiuto del genero Pettinelli, la Cappella Votiva dedicata ai Caduti in guerra nella Collegiata di Santa Maria Assunta di San Ginesio (MC).
Nel 1925 lavora alla basilica di Sant'Antonio di Padova, dove inizia l'opera di decorazione della Cappella di San Francesco. Realizza le due lunette superiori, mentre la parte inferiore della cappella verrà terminata da Ubaldo Oppi con le storie di San Francesco. Nello stesso anno viene nominato "Virtuoso di merito" nell'Accademia dei Virtuosi al Pantheon.
Nel 1926 viene nominato responsabile artistico per la decorazione della vettura della regina nel treno reale. Affresca il Palazzetto Veneto a Ravenna e abbellisce una piccola edizione dei "Fioretti" di san Francesco di sue xilografie. Nello stesso anno elabora la vetrata con Cristo risorto e il mosaico per la Cappella funeraria di Villa Puccini a Torre del Lago. Nel 1927 la Cosulich Società Triestina di Navigazione gli ordina un quadro per decorare uno dei lussuosi saloni della nuova nave da crociera Saturnia. In quegli anni De Carolis vince il concorso per la decorazione della Basilica di S. Francesco a Ravenna, con una grandiosa esposizione del viaggio di Dante nei tre regni, ma non riuscirà a portare a termine l'opera, che rimarrà allo stato di progetto. Nel corso degli anni 1927-28 coordina la decorazione ad affresco di alcuni ambienti della sontuosa villa che il famoso tenore Beniamino Gigli sta costruendo presso Loreto, ma si limita a riprendere, in versione più leggera, dei soggetti tratti dal ciclo di Arezzo. A Roma riceve la proposta di decorare l'Aula capitolina in Campidoglio e il soffitto di una chiesa a Malta, ma nonostante l'interesse, non ci sarà un seguito.
L'artista infatti improvvisamente si ammala gravemente e dopo un inutile viaggio per curarsi all'istituto Pasteur di Parigi, rientra a Roma, dove muore, probabilmente di cancro, a 54 anni il 7 febbraio 1928. Viene sepolto con pubbliche esequie al Cimitero del Verano. Nel 1929 l'Accademia nazionale di San Luca, di cui De Carolis era membro, organizza a Roma una grande mostra delle sue opere, inaugurata dal re Vittorio Emanuele III. L'8 settembre 1950 le sue spoglie vengono traslate nella chiesa di San Francesco della natia Montefiore dell'Aso.

## Opere

### Affreschi
- Villa Brancadoro (1897 - 1904), San Benedetto del Tronto (Ascoli Piceno);
- Salone delle Feste (1907 - 1908), Palazzo del Governo, Ascoli Piceno;
- Villa Castelli-Montano (1910 - 1918), Giulianova (Teramo)[8];
- I Fasti della città di Bologna (1911 - 1928), Palazzo del Podestà, Bologna;
- Trittico galileiano (1916 - 1920), Università di Pisa;
- Salone con i Grandi Aretini (1922 - 1923), Palazzo della Provincia, Arezzo;
- Cappella votiva e crocifisso (1924 - 1925), Collegiata, San Ginesio (Macerata);
- Volta e lunette nella Cappella di san Francesco (1925), Basilica di sant'Antonio, Padova;
- Palazzo Cialfi (1910-1913), Montereale (L'Aquila).

De Carolis, all'uso rinascimentale, soleva ritrarsi nelle vesti di alcuni dei personaggi dipinti: negli affreschi del palazzo del Podestà a Bologna si raffigura nelle vesti di San Petronio, mentre nel Palazzo della Provincia ad Arezzo si ritrae tra i "Grandi" aretini nelle vesti di Margaritone d'Arezzo. Il modello per quasi tutte le figure femminili era invece l'amatissima moglie Lina.

### Dipinti
- La donna della fontana;
- La primavera (1896)
- Primo Vere (1897)
- Ritratto di Lina de Carolis (1899);
- Il concerto (1901);
- Le Castalidi (1905), Galleria Nazionale d'Arte Moderna e Contemporanea, Roma;
- Ritratto di Donella (1905);
- I cavalli del Sole (1907);
- Ritratto della figlia Adriana a 4 anni, Galleria d'Arte Moderna, Palazzo Pitti;
- Studio di donna distesa, Galleria d'Arte Moderna, Palazzo Pitti;
- Studio di figura femminile (1900-1910), Galleria Nazionale della Puglia;
- Madonna con bambino e angeli o "Laudata sii per la bella luce che desti in terra";
- Le Danaidi;
- Donna con vaso di rose (1910), Galleria Nazionale d'Arte Moderna e Contemporanea, Roma;
- Studio di nubi (1910);
- I Martiri Cristiani (1910 - 1913);
- Il risveglio dell'Aurora (1913-14), Galleria Nazionale d'Arte Moderna e Contemporanea, Roma;
- Mater Matuta o L'Aurora (1914), Galleria Ricci Oddi;

### Disegni e manifesti
- Etichetta commerciale dell'Amaro Sibilla;
- Volto femminile (prima metà del XX secolo);
- Manifesto dell'opera "Ramon Escudo" (1904), Collezione Salce, Treviso;
- Manifesto dell'opera "Francesca da Rimini", Collezione Salce, Treviso;

### Xilografie
- Ritratto della figlia Donella (1910);
- Ritratto della figlia Adriana (1917);
- Ritratto della figlia Eleonora (1917), ripresa dello stile del ritratto del duca di Urbino e del ritratto di Sigismondo Pandolfo Malatesta;[9]
- Vulcano batte sull'incudine (1917);
- Dantes Adriacus o Dante Alighieri (1920);[10]
- Cristo deposto dalla croce (1920);
- Allegoria della Terra (1920);
- Autoritratto (1924);
- Ancona sotto mare (1925);
- Ritratto della madre Ester De Carolis (1928);
- Le Carte da Gioco, 41 xilografie a due colori su fogli sciolti entro custodia editoriale , 175 copie, Bucciarelli, 1974;
- Adolfo De Carolis e le sue carte da gioco, mazzo di carte in astuccio cartonato figurato con 41 carte da gioco e presentazione figurata, con autoritratto di De Carolis, su quattro fogli n.n.. Tiratura di 950 + L (50). Curatori Francesco Offidani e Alberto Ravaglioli. La Bottega del Gallo Edizioni D'Arte, Roma, MCMLXXIX;